# Fan Bin
Fan Bin (China, 30 de mayo de 1974) es un gimnasta artístico chino, subcampeón olímpico en 1996 en el concurso por equipos, y campeón del mundo, también en el concurso por equipos, en 1995.

## Carrera deportiva
En el Mundial de Sabae 1995 gana el oro en la competición por equipos, quedando por delante de Japón y Rumania; sus seis compañeros en el equipo chino son: Shen Jian, Huang Huadong, Huang Liping, Li Xiaoshuang, Zhang Jinjing y Fan Hongbin.
En los JJ. OO. celebrados en Atlanta en 1996 gana la medalla de bronce en la prueba de barra fija —tras el alemán Andreas Wecker (oro), el búlgaro Krasimir Dounev y empatado a puntos con el bielorruso Vitaly Scherbo y el ruso Alexei Nemov—; además ayuda a su país a conseguir la medalla de plata —quedando tras Rusia y por delante de Ucrania—; en esta ocasión sus colegas de equipo son: Shen Jian, Fan Hongbin, Huang Huadong, Huang Liping,
Li Xiaoshuang y Zhang Jinjing.